# Odo Deodatus Tauern
Odo Deodatus Tauern (* 14. November 1885 in New York, NY, USA; † 11. Juli 1926 bei Freiburg im Breisgau) war deutscher Ethnologe und beschäftigte sich mit den Völkern des fernen Ostens, Indonesiens und den dortigen Inseln Java, Bali und Seram (früher Ceram). In diese Gebiete führten ihn auch eine Forschungsreise, was zur damaligen Zeit mit hohem Aufwand und enormen Kosten verbunden war. Seine dort gefundenen Exponate stellte er dem damaligen Völkerkundemuseum in Freiburg im Breisgau zur Verfügung. Weitere Aktivitätsfelder lagen im Bereich des Films, was damals für einen Privatmann ebenfalls recht ungewohnt war. Er verunglückte 1926 bei einer Klettertour im Breisgau.

## Familie
Als Odo Deodatus I. Tauern begründete als erster und unehelicher Nachkomme von Guido Henckel von Donnersmarck die Nebenlinie Tauern des Adelsgeschlechts Henckel von Donnersmarck. Er ist das nahezu einzige bekannt gewordene Beispiel eines unehelichen Nachkommen der Henckel von Donnersmarcks, aber der Fürst Guido setzte ihn als Erben ein. Die Familie Tauern ist deshalb auch Teil der Linie der Henckel von Donnersmarck.
1901 eigenhändig von O. D. Tauern geschrieben:
Geboren bin ich in New York am 14. November 1885. Die Gräfin Luise von Voss geb. Henckel von Donnersmarck nahm mich als Pflegesohn zu sich nach Berlin. Mit 2 Jahren bekam ich eine Französische Erzieherin, bei der ich französisch lernte. Diese Sprache blieb meine Umgangssprache, bis ich im Alter von 5 Jahren das Deutsche von neuem zu lernen anfing und lesen und schreiben lernte.
Mein erster Lehrer erweckte bei unseren gemeinsamen Spaziergängen im Tiergarten die Vorliebe zu den Naturwissenschaften, in dem er mich mit den Tieren und Pflanzen bekannt machte. Mit 7 Jahren erhielt ich eine Engländerin als Erzieherin, die kein Wort deutsch konnte. Und so habe ich nach einem halben Jahr perfekt englisch sprechen gelernt. Zu derselben Zeit erhielt ich auch meine erste Lateinstunde.
Schon bald besuchte ich das Michaelis Gymnasium. In meiner folgenden Schullaufbahn war mein ganzes Interesse der Mathematik und den Naturwissenschaften gewidmet. Meine Liebe für die Natur und die Naturkunde wurde auch dadurch sehr gefördert, dass wir Jahr für Jahr 2 bis 3 Monate in Bad Gastein, in den Alpen weilten. Als Physik auch ein Lehrfach wurde, begann ich zu Hause zu experimentieren und zu konstruieren.
Ich entschloss mich endgültig zum Physikstudium, während meine Pflegemutter mich der Konsulatslaufbahn bestimmt hatte. Zu Hause habe ich mich neben dem physikalischen Studium viel der Lektüre der deutschen Klassiker gewidmet.
Meine Pflegemutter Luise von Voss erkrankte schwer und nach dreimonatigem schweren Leiden starb sie im 82sten Lebensjahr. Es war der schwerste Schmerz, der mich in meinem Leben getroffen hatte. Er war grenzenlos, denn jetzt war ich erst wirklich verwaist. Ich bekam einen Vormund!

## Leben
Odo Deodatus Tauern studierte an der Königlichen Friedrich-Wilhelms-Universität zu Berlin und an der Albert-Ludwigs-Universität Freiburg im Breisgau, an der er schließlich 1909 einen mathematisch-naturwissenschaftlichen Doktorgrad erlangte. Guido Graf Henckel Fürst von Donnersmarck unterstützte seinen Sohn finanziell großzügig und ließ es sich nicht nehmen ihm zu seinem Doktorexamen zu gratulieren. Der Fürst bot ihm eine Anstellung in einem seiner Betriebe an, doch Tauern bevorzugte das Extreme und die Freiheit. Seit seiner Kindheit liebte er den Sport über alles. Im Sommer war es die Kletterei, im Winter das Skifahren.
Prägend für sein Leben war die Teilnahme an der Molukken-Expedition von 1910 bis 1911. Über diese Expedition schrieb er ein Buch. Wie Tauern zur Expedition dazustieß erfahren wir durch den teilnehmenden Zoologen Erwin Stresemann: „Bei Deninger [Expeditionsleiter] erschien Ende Dezember 1909 ein Privatassistent am dortigen [Freiburg im Breisgau] Physikalischen Institut, Dr. Odo Deodatus Tauern, und bewarb sich gleichfalls darum, an der Expedition teilnehmen zu dürfen. Er interessiere sich sehr für die Völkerkunde und sei sehr gerne bereit, die ethnologischen Aufgaben zu übernehmen. Obendrein sei er in technischen Dingen bewandert und würde sich daher wohl in vielerlei Hinsicht nützlich machen. Geld könne er auch aufbringen, denn er sei nahe verwandt mit dem Oberschlesischen Finanzmagnaten Fürst Guido von Henkel [sic!] Donnersmarck.“ (zitiert nach Haffer 1997, S. 862).
Aus einem Brief des Expeditionsleiters Deninger vom 10. September 1911 an seine Eltern wird deutlich, dass Tauerns Teilnahme schließlich nicht ohne Probleme geblieben war: „Er [Tauern] ist in Misol, wir [Deninger, Stresemann] treffen nicht mehr mit ihm zusammen und sehen erst jetzt in vollem Maße, ein wie schlimmes Hindernis er für die Expedition und ihre Arbeit gewesen ist.“ (zitiert nach Haffer 1997, S. 897).
Wenn Odo D. Tauern in Berlin weilte, besuchte er die Familie Berthold. Seit seiner Gymnasiumszeit ging er bei der Familie ein und aus. Ganz nebenbei wurde beschlossen, dass er die älteste Tochter der Familie heiraten sollte, doch ihm gefiel die jüngste viel besser. Und so heiratete er am 15. Juni 1914 Marie Sophie Berthold.
Odo D. Tauern schrieb über seine Hochzeitsreise: „Als ich 1906 mit meinem Freund das herrliche Gebiet des Lyngenfjord bereiste, ahnte ich nicht, dass ich 8 Jahre später noch einmal mit demselben Zelte diese Gegenden auf meiner Hochzeitsreise besuchen würde. Man sollte zwar meinen, dass gerade der Lyngenfjord kein geeignetes Ziel für eine Hochzeitsreise ist, aber wer wünscht, mit seiner jungen Frau in der Einsamkeit zu weilen und ausserdem Bergsteiger und Naturfreund ist, wird in den einsamen Bergen des Lyngenfjords das finden, was er sucht. So kam es, dass meine Frau und ich beschlossen, unsere Flitterwochen dort oben zu verbringen. Es war Sommer 1914.“
Die junge Familie Tauern lebte in Freiburg im Breisgau mit ihren Kindern Luise, Heimo, Dankmar und Reiner. Der Feldberg im Schwarzwald war ihr zweiter Wohnsitz, da besaßen sie eine „Hütte“.
Dazu schrieb Tauern: „Zwanzig Jahre sind es nun, dass ich Sommer und Winter durch die Berge des südlichen Schwarzwaldes streife. Sonntag für Sonntag bin ich hinaufgezogen, bei Sonne und Regen, Nebel und Schneesturm. Nie ist mir der Feldberg langweilig geworden, immer nur lieber und vertrauter. Kommt der Winter endlich mit heulendem Schneesturm, heissa, gibt as ein Leben dort oben. Da kann es blasen so viel es will, und das tut es wahrhaftig mehr als genug, fröhlich erkämpfen wir Skijünger unseren Weg gegen den beissenden Sturm und erfreuen uns an der ersten Abfahrt!“
Am 19. Dezember 1916 starb sein Vater Fürst Henckel von Donnersmarck in Berlin. Tauern erfuhr davon durch ein Telegramm, das ihm sein Halbbruder Guidotto ins Feldlager sendete. Tauern nahm bei der Beerdigung in Neudeck in Oberschlesien Abschied von seinem Vater.
Tauern war ein sportbegeisterter Mann. Er war von 1913 bis 1920 und nochmals von 1924 bis zu seinem Tod 1926 der erste Vorsitzende des Akademischen Ski-Clubs Freiburg. Am 8. Mai 1920 gründete er, vom Film und von den Bergen gleichermaßen begeistert, zusammen mit Arnold Fanck, Bernhard Villinger und Rolf Bauer in Freiburg im Breisgau die Berg- und Sport-Film G.m.b.H. Diese Firma drehte die ersten Dokumentarfilme in der hochalpinen Gebirgswelt. Tauern schrieb das Drehbuch zu dem Film Das Wunder des Schneeschuhs, welcher damals der erste Film gewesen ist, in dem die Zeitlupe zum Einsatz kam.
Odo D. Tauern verfasste mehrere Artikel über Sport, hielt Vorträge und war bemüht, den Sport in den Schulen und in der Freizeit Jugendlichen näherzubringen.
Am 11. Juli 1926 starb Tauern bei der Ausübung einer seiner Lieblingsbeschäftigungen. Er wollte nur eine kleine Kletterdemo am Paulkefelsen (im Höllental im Schwarzwald) vorführen, dabei stürzte er so unglücklich, dass er kurz darauf im Spital in Freiburg starb. Er hinterließ seine junge Frau mit vier schulpflichtigen Kindern.
Fragmente aus den Tagebüchern der „II. Freiburger Molukken-Expedition“, geschrieben von dem Ornithologen Erwin Stresemann, stehen bei Haffer 1997 (S. 858–906).

## Werke
- Über das Auftreten des Kerrphänomens in Gläsern. Dissertation, Universität Freiburg i. Br., 1909.
- Ceram. In: Zeitschrift für Ethnologie. Band 45, 1913, S. 162–178.
- Javanische Kartenspiele. In: Zeitschrift für Ethnologie. Band 46, 1914, S. 45–48.
- Das Kunstgewerbe auf der Insel Bali bei Java. In: Illustrirte Zeitung. Leipzig, Nr. 3702, 11. Juni 1914, S. 1277–1278.
- Versuch einer Sakai-Grammatik und Vokabularium. Nach dem an Ort und Stelle Ende 1910 hergestellten Manuskript. In: Anthropos. Band 9, 1914, S. 529–538.
- Die Molukkeninsel Misol. In: Petermanns Mitteilungen. Band 61, 1915, S. 311–314.
- Patasiwa und Patalima. Vom Molukkeneiland Seran und seinen Bewohnern. Ein Beitrag zur Völkerkunde. Leipzig 1918.
- Beitrag zur Kenntnis der Sprachen und Dialekte von Seran. In: Anthropos. Band 23, 1928, S. 1000–1020; Band 24, 1929, S. 953–981; Band 25, 1930, S. 567–578; Band 26, 1931, S. 109–139.
- Film 4628 Meter Hoch auf Skiern. Besteigung des Monte Rosa, 1913. In: Fakten und Fragmente zur Freiburger Filmproduktionsgeschichte 1901–1918 von Wolfgang Dittrich.
- Film Das Wunder des Schneeschuhs – Teil 1, 1920 aus dem Filmbestand der Murnau-Stiftung